# Suragina binominata
Suragina binominata är en tvåvingeart som först beskrevs av Joseph Charles Bequaert 1921.  Suragina binominata ingår i släktet Suragina och familjen bäckflugor. Inga underarter finns listade i Catalogue of Life.